# 備後弁

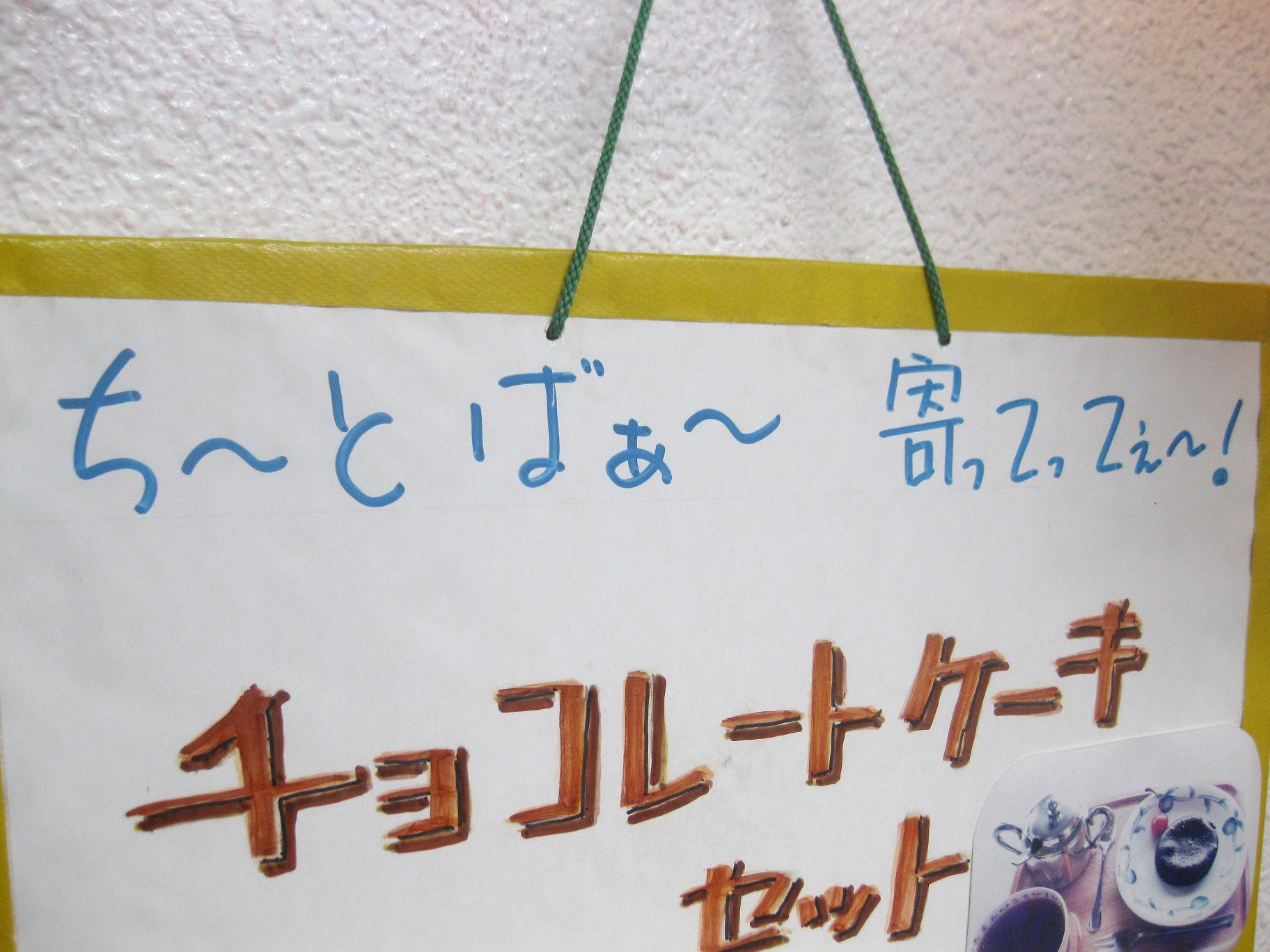
千光寺公園（尾道市）にて。
「ばあ（=ばかり）」は「備後ばあばあ」として知られる備後弁の代表的な表現の一つで、写真の文は「少しばかり寄っていって」の意。

備後弁（びんごべん）は、広島県東部の備後地方で話される日本語の方言である。福山市周辺のものは特に福山弁（ふくやまべん）とも呼ばれる。

## 概要
広島県の方言は、かつて安芸から備後北部にかけての地域を領有した浅野藩域の方言と、備後南東部を領有した福山藩域の方言に大きく分けられる。一般に「広島弁」とされるのは前者、備後弁とされるのは後者である。安芸弁はアクセントが中輪東京式と、福山藩域の内輪東京式と異なるほか、「雨ばかり降る」の「～ばかり」が安芸弁の「バッカリ」に対し備後弁では「バー」となるなど語彙の違いがある。一方で備後弁は安芸弁よりも岡山弁に近く、岡山弁とともに「東山陽方言」に含まれることがある。
岡山県笠岡市・井原市などは備中地方ではあるが、歴史的に福山藩の影響下にあったため、備後弁に近い方言が用いられる。また愛媛県越智諸島（鵜島・津島）にかけても広がり、伊予方言（京阪式アクセント）との境界は今治市伯方島であり、伯方島は南部にやや京阪式要素を持つ状況とされる。また今治市大三島東部から今治市岡村島にかけては安芸灘諸島に繋がる広島弁（中輪東京式アクセント）とされる。

## 音韻
アクセントは東京式アクセント（乙種アクセント）である。備後北部を含む広島県の広い範囲が中輪東京式であるが、福山藩域では「葉・名・日」などの一拍名詞第二類が「ひが」のような頭高型の発音になり、岡山県の大半と同じ内輪東京式である。福山・尾道では「やまが」「くるまが」のように語頭が高く発音されるという。浅野藩域では1文節内で高く発音される部分が1音節のみになる傾向が強いが、福山藩域では頭高型を除いて「低高高…」のような2拍目直前での音の上昇があり、東京式に似た音調になる。
連母音の融合が多く、aiは[æː]（アとエの中間音の長音/エァー）になる（備後北部では、安芸方言と同様に[aː]とも）が、福山市では語頭以外で[jaː]（ャー）になる（例：赤い→あけぁあ/あきゃあ）。これはaiがaːになる安芸方言や山口方言とは異なり、岡山方言に続く特徴である。ただし、福山市以外ではこの融合は高齢層に限られる。また、連母音oiはeːになる。uiは、福山藩域でiːになる。
母音「ウ」は、他の西日本と同様に、唇を左右から寄せてかなり丸めて発音する。

## 文法
文法はおおむね他の西日本方言と共通する。すなわち、断定の助動詞（コピュラ）には「じゃ」を用い、アワ行五段動詞の連用形は「-て」「-た」「-とる」の前でウ音便になる（例：買う→こおた、言う→ゆうとる）。また、サ行五段動詞は同じ条件でイ音便になる（例：出した→だいた）。また、動詞の否定には「行かん」「落ちん」「食べん」「せん」「来（こ）ん」のような「未然形＋ん」を用いる。命令形は「行けえ」「起きい」「開けえ」「せえ」「来い/けえ」のように、カ変以外は長音化したものを用いる。
多くの西日本方言で、共通語の「～している」にあたる言い方を、結果継続態と進行態とで区別する（アスペクトの区別）が、備後弁にもこの区別がある。結果継続態とは、ある行為や動作の行われた結果がまだそこに残っていることを表す形で、備後弁では「～とる」を用いる。進行態とは、行為や動作が行われつつあることを表す形で、備後弁では「～よる」を用いる。
「～しよう」という意思・勧誘形は、下一段動詞では「あぎょお」（上げよう）、「でょお」（出よう）のような「～ょお」の形を取り、上一段動詞では、「みゅう」（見よう）、「おきゅう」（起きよう）のような「～ゅう」形となる。カ変は「こお」、サ変は「しょお」である。
「～（だ）から」にあたる理由・原因を表す順接の接続助詞には「けえ」を用い、「けん」は用いない。準体助詞には「の」または「ん」を用いる。文末の助詞として「なあ」を用いる。

## 著名な話者
- 大悟（千鳥）
- ノブ（千鳥）
- 大本彩乃（Perfume)